# Ägidius Maria vom Heiligen Joseph
Ägidius Maria vom Heiligen Joseph (italienisch Egidio Maria di San Giuseppe, bürgerlich: Franziskus Pontillo; * 16. November 1729 in Tarent; † 7. Februar 1812 in Neapel) war ein italienischer Franziskaner und Heiliger der römisch-katholischen Kirche.
Pontillo, der zuvor als Handwerker tätig war, trat 24-jährig dem Franziskanerorden bei und erhielt den Ordensnamen Ägidius Maria vom Heiligen Joseph. Ab 1759 lebte er in einem Konvent seines Ordens in Neapel. Ägidius war innerhalb der Gemeinschaft als Koch, Hausmeister und Bettelbruder tätig. Daneben pflegte er auch Kranke und wirkte Wunder.
Er ist in der Kirche San Pasquale a Chiaia in Neapel bestattet.
Ägidius wurde am 5. Februar 1888 von Papst Leo XIII. selig- und am 2. Juni 1996 von Papst Johannes Paul II. heiliggesprochen. Sein Gedenktag ist der 7. Februar.